# Theodor M. Fliedner
Theodor Max Fliedner (* 1. Oktober 1929 in Hamburg; † 9. November 2015 in Ulm) war ein deutscher Hämatologe, Strahlenbiologe, Hochschullehrer und weltweit anerkannter Pionier der Stammzellforschung. Im Jahr 1967 war Fliedner Gründungsmitglied der Universität Ulm und von 1983 bis 1991 deren Rektor.
Fliedner gilt außerdem als einer der Väter der Wissenschaftsstadt Science Park am Oberen Eselsberg in Ulm. 

## Leben
Nach Abschluss seines Medizinstudiums an der Ruprecht-Karls-Universität in Heidelberg und an der Universität Göttingen arbeitete und forschte Theodor M. Fliedner zunächst im süddeutschen Raum. Der Schwerpunkt seiner Forschung lag bei der Strahlenbiologie; schon in seiner Dissertation hatte er sich 1955 mit Strahlenfolgen in Tierexperimenten beschäftigt. Ende der 1950er Jahre folgte ein mehrjähriger Forschungsaufenthalt in den USA, wo er auf eine Einladung von Eugene P. Cronkite hin im Medical Research Center am Brookhaven National Laboratory in Long Island im US-Bundesstaat New York die Auswirkungen des Fallouts durch Atomwaffentests untersuchte. Zeitweilig war Fliedner während dieser Jahre auch als „klinischer Fellow“ der Hämatologie am Department of Medicine bei Carl Moore in St. Louis tätig.
Im Jahr 1963 kehrte Theodor M. Fliedner nach Deutschland zurück und habilitierte sich im Jahr 1964 bei Ludwig Heilmeyer in Freiburg. Dort war aufgrund einer Vereinbarung zwischen der Universität Freiburg, der Europäischen Atomgemeinschaft (EURATOM) und der Gesellschaft für Strahlenforschung (GSF) ein von ihm konzipiertes hämatologisches Labor eingerichtet worden, dessen Leitung er übernahm.
Als Ludwig Heilmeyer nach seiner Emeritierung im Jahr 1967 Freiburg verließ, folgte ihm Theodor Fliedner als junger Hochschullehrer nach Ulm. Er war dort der jüngste der acht Gründungsprofessoren der Universität Ulm und führte als Gründungsdekan die damalige Fakultät für Theoretische Medizin. Auf seine Initiative hin erfolgte in den Folgejahren die Erweiterung der Universität Ulm um die Disziplinen Ingenieurwissenschaften und Informatik. Der Ausbau der Universität führte zu einer sukzessiven baulichen Erweiterung des Universitätsgeländes und letztlich zur Entstehung der Wissenschaftsstadt „Science Park I und II“ am Oberen Eselsberg in Ulm.
An der Universität Ulm leitete Fliedner bis zu seiner Emeritierung das Institut für Arbeits-, Sozial- und Umweltmedizin. Mit großem Engagement setzte sich Fliedner auch für den Erhalt und Ausbau des Wissenschaftszentrums Schloss Reisensburg in Günzburg ein, als dessen Direktor er lange Jahre fungierte.

## Wissenschaftliche Leistungen
Als Pionier der Stammzellforschung hat Fliedner wesentliche Erkenntnisse zur Klärung der grundlegenden Bedeutung blutbildender Stammzellen gewonnen. Er war Wegbereiter der Stammzelltransplantation und erzielte grundlegende Ergebnisse bei der Therapie onkologisch-hämatologischer Erkrankungen und zur Behandlung von Strahlenschäden. Von der Weltgesundheitsorganisation (WHO) wurde ihm 1993 für fünf Jahre die Leitung ihres höchsten wissenschaftlichen Beratergremiums – der Vorsitz des Kooperationszentrums für Strahlenunfall-Management – übertragen.
Für seine exzellenten wissenschaftlichen Arbeiten auf dem Gebiet der experimentellen und klinischen Strahlenhämatologie erhielt Theodor M. Fliedner zahlreiche hochkarätige Preise und Ehrungen. Er war unter anderem Mitglied der Heidelberger Akademie der Wissenschaften, Ehrenmitglied vieler Fachgesellschaften und Träger des Bundesverdienstkreuzes am Bande.

## Persönliches
Theodor Max Fliedner war ein Urenkel von Theodor Fliedner, dem Gründer der Kaiserswerther Diakonie. Er war mit einer Ärztin verheiratet und Vater von fünf Kindern.
Theodor M. Fliedner verstarb im November 2015 im Alter von 86 Jahren in Ulm.

## Ehrungen und Mitgliedschaften (Auswahl)
- 1969: Wissenschaftspreis der Stadt Ulm
- 1978: Mitglied der Heidelberger Akademie der Wissenschaften (HAdW)[3]
- 1984: Bundesverdienstkreuz am Bande
- 1989: Bundesverdienstkreuz 1. Klasse
- 1998: Ehrenbürgerwürde der Universität Ulm[4]
- 1998: Ehrenmitglied der Deutschen Gesellschaft für Hämatologie und Medizinische Onkologie (DGHO)[5]
- 2000: Hanns-Langendorff-Medaille[6]
- 2006: Ehrenmedaille der Stadt Ulm
- 2010: Mechtild Harf Wissenschaftspreis der Stiftung DKMS[7]
- 2013: Ehrenmitglied der Deutschen Gesellschaft für Stammzellforschung[8]
- Ehrendoktor der Universität Bangkok, (Thailand)[1]
- Ehrendoktor der Universität Debrecen, (Ungarn)[1]
- Ehrendoktor der Universität Uppsala, (Schweden)[1]

## Veröffentlichungen
- Literatur von und über Theodor M. Fliedner im Katalog der Deutschen Nationalbibliothek